# Downdetector
Downdetector es una plataforma digital en línea que proporciona a los usuarios de internet información en tiempo real sobre el estado actual de varios sitios web y servicios en caso de que estén presentando problemas con ellos, lo que permite comprobar si el fallo es generalizado o local por medio de la colaboración de otros usuarios que también hayan reportado tener problemas.

## Historia
Downdetector fue fundado en abril del 2012 por los neerlandeses Tom Sanders y Sander van de Graaf. Posteriormente, fue adquirido por Ookla en agosto de 2018, una compañía estadounidense de diagnóstico de internet, propietaria de la página web Speedtest.net.

## Funcionamiento
La información que provee el sitio se basa en los informes de fallos de los propios usuarios, los cuales se recogen a través de varias fuentes, incluyendo la sección de comentarios de la página de cada sitio web en Downdetector y Twitter. También se muestra un mapa con las ubicaciones de los reportes de las caídas e interrupciones, sobre el cual aparece una lista de ciudades con el correspondiente número de informes. Downdetector está disponible en 45 países con un sitio diferente para cada país.

## Récord de interrupciones
El fallo más largo registrado por Downdetector fue el correspondiente a la caída mundial de las plataformas de Facebook, WhatsApp, Messenger e Instagram en marzo de 2019 que duró  cerca de doce horas y durante el cual recibió alrededor  de 7,5 millones de reportes de problemas, si bien en 2008 antes de la creación  de Downdetector Facebook sufrió la caída más  prolongada de su historia al haber estado fuera de servicio por casi un día, afectando  a decenas de millones de personas a nivel global.
Dos años después Downdetector indicó que el apagón de Facebook de 2021 fue la interrupción masiva más grande y extensa de la que ha tenido registro ya que también  afectó a múltiples sitios y otras numerosas aplicaciones en varios países alrededor del mundo, las cuales sumaron en conjunto alrededor de 10 millones de informes de error.